# Дзьобничка тенеріфська
Дзьобничка тенеріфська (Rhynchostegiella teneriffae) — вид мохів порядку гіпнобрієвих (Hypnales).

## Поширення
Ареал охоплює такі частини світу: Європа, Північна Африка, Азія.

## Характеристика

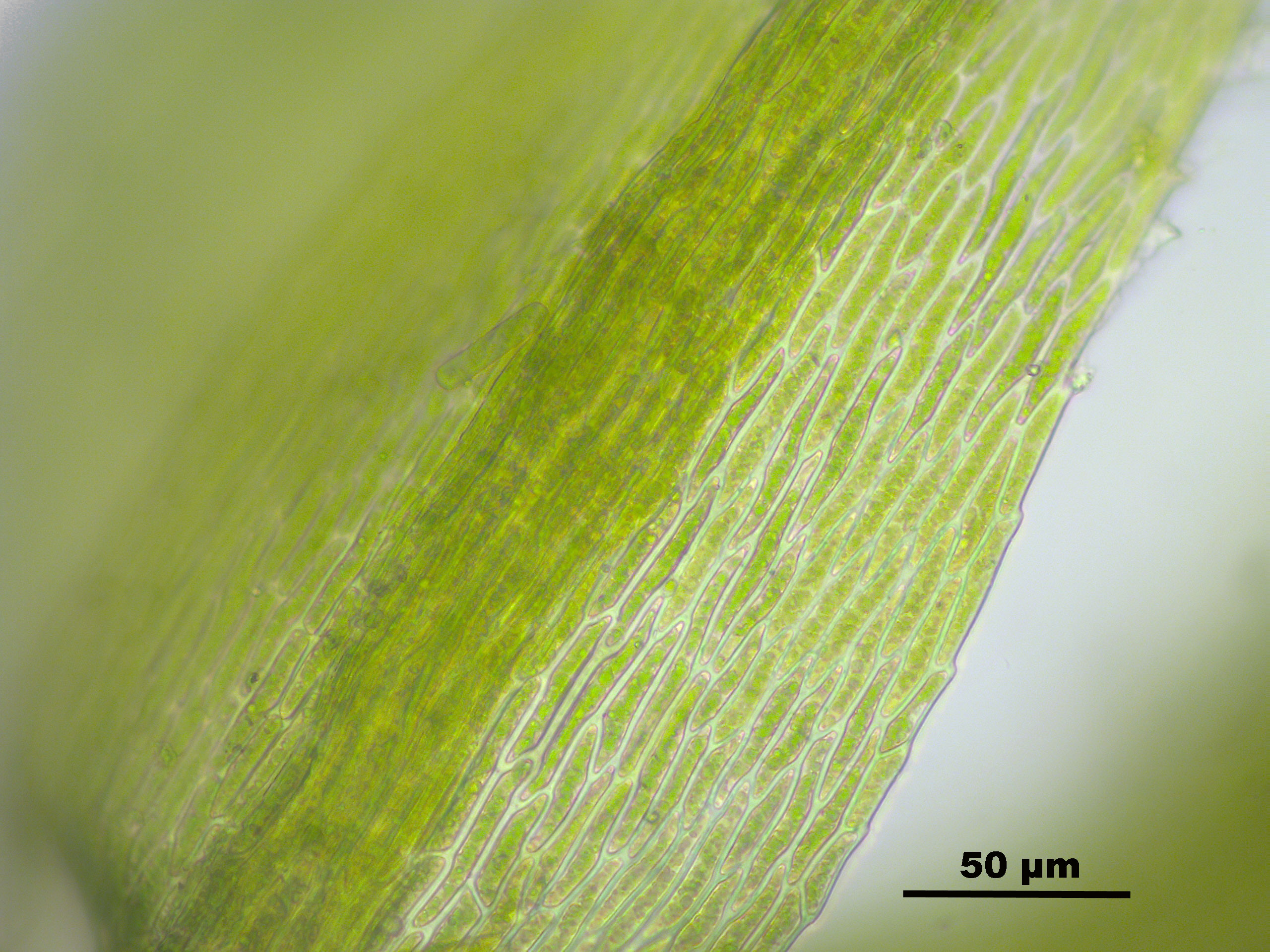